# Мальдивско-ланкийские отношения
Мальдивско-ланкийские отношения — двусторонние дипломатические отношения между Мальдивами и Шри-Ланкой. В июле 1965 года Мальдивы открыли дипломатическую миссию на Шри-Ланке, на сегодняшний день у страны имеется высокая комиссия в Коломбо. Шри-Ланка имеет высокую комиссию в Мале. Обе страны являются членами-основателями Ассоциации регионального сотрудничества Южной Азии.

## Официальные отношения
В июле 1976 года правительства Мальдив, Шри-Ланки и Индии достигли соглашения по демаркации морских границ между странами.
В апреле 2006 года министры образования Мальдив и Шри-Ланки участвовали в 5-дневном семинаре под эгидой ЮНЕСКО с целью разработать план по повышению уровня образованности своего населения
В феврале 2007 года президент Шри-Ланки Махинда Раджапакса совершил трехдневный официальный визит в Мальдивы для дальнейшего укрепления существующих двусторонних связей между странами, а также наладить сотрудничество в области торговли, туризма, образования и рыболовства.
В январе 2009 года министры энергетики двух стран собрались в Коломбо и обсудили возможность более тесного сотрудничество в совместных энергетических проектах.
В июне 2009 года президент Мальдив Мохамед Нашид совершил двухдневный официальный визит на Шри-Лану, где встретился с президентом Шри-Ланки Махиндой Раджапаксой и обсудил вопросы двустороннего и регионального сотрудничества. Мохамед Нашид поздравил Раджапаксе с победой в гражданской войне над повстанцами из ТОТИ.

## Экономические отношения
До начала 1970-х годов 65 % мальдивского импорта приходился на Шри-Ланку, 32 % приходилось на Индию. Экономика Мальдив сильно зависит от туризма, туроператоры же часто располагаются на Шри-Ланке.
В 2005 году Международная финансовая корпорация, входящая в группу Всемирного банка, запустила программу по выделению Шри-Ланке и Мальдивам 10 млн долл. США на развитие предпринимательства, чтобы помочь малым и средним предприятиям в этих двух странах.
В 2006 году Sri Lanka Telecom и мальдивская Dhivehi Raajjeyge Gulhun вложили 20 млн долларов США в развитие совместного предприятия по прокладке под водой волоконно-оптического кабеля с Мале в Коломбо, японская компания NEC стала основным поставщиком.